# Asovia
Asovia là một chi bướm đêm thuộc họ Geometridae.

## Các loài
- Asovia maeoticaria (Alphéraky, 1876)